# Malaiische Sprachen

Malaiische Sprachen (rot und gelb)

Die malaiischen Sprachen, Muttersprachen von etwa 22 Millionen Malaien, sind ein Sprachzweig der Malayo-Sumbawa-Sprachen, die zu den malayo-polynesischen Sprachen gehören.
Wichtigste Vertreterin der Sprachfamilie ist die malaiische Sprache (ISO-639-Codes [ms, may, msa]), die auch den linguistischen Unterbau für die malaysische Sprache bildet. Ebenfalls eine Varietät von Malaiisch stellt Indonesisch [in, ind] dar, das nach über 100 Jahren fremder Einflüsse im Vokabular leicht abweicht. Diese Sprachen werden in Brunei, Indonesien, Malaysia, Singapur sowie in Teilen von Thailand gesprochen.
In der Karte gelb eingezeichnet sind die ibanischen Sprachen (siehe unten) und die westmalaiischen Dayak-Sprachen (Kendayan-Salako [knx]), die zusammen die malaiischen Dayak-Sprachen ergeben. In rot wird der Sprachraum der anderen, unten aufgeführten malaiischen Sprachen dargestellt.

## Weitere Sprachen
Die etwa 60 weiteren malaiischen Sprachen (in eckigen Klammern steht der ISO-639-Code) werden auf Borneo, Sumatra, der malaiischen Halbinsel sowie  auf diversen Inseln im südchinesischen Meer und der Straße von Malakka gesprochen.
Borneo
- Malayic Dayak, Bamayo [xdy], Banjaresisch [bjn], Berau Malay [bve], Brunei Malay [kxd], Bukit Malay [bvu], Kendayan [knx], Keninjal [knl], Kota Bangun Kutai Malay [mqg], Tenggarong Kutai Malay [vkt], ibanische Sprachen (Iban [iba], Balau [blg], Remun [lkj], Mualang [mtd], Seberuang [sbx], Sebuyau [snb])

Malaiische Halbinsel
- Jakun [jak], Kedah Malay [meo], Perak Malay, Pahang Malay, Orang Kanaq [orn], Yawi [mfa], Temuan  [tmw], Terengganu Malay

Sumatra
- Central Malay [pse], Lembak [liw], Haji [hji], Jambi Malay [jax], Kaur [vkk], Kerinci [kvr], Kubu [kvb], Lubu [lcf], Minangkabauisch [min], Musi [mui], Pekal [pel]

Südchinesisches Meer/Straße von Malakka
- Bangka [mfb], Duano [dup], Loncong [lce], Orang Seletar [ors], Urak Lawoi' [urk]